# 화양동
화양동(華陽洞)은 서울특별시 광진구의 행정동, 법정동이다.

## 개요
화양동이라는 이름은 조선시대 세워졌던 화양정(華陽亭)에서 유래하였다. 1949년 8월 13일 경기도 고양군 뚝도면 화양리가 성동구(뚝도출장소)로 편입되었다.1995년 3월 1일 기존의 성동구에서 광진구로 편입되었다. 2009년 4월 20일 모진동이 화양동으로 편입되었다.

## 교육
- 서울구의초등학교
- 구의중학교
- 건국대학교
- 건국대학교 사범대학 부속고등학교

## 교통
- ● 서울 지하철 2호선
  - 건대입구역
- ● 서울 지하철 7호선
  - 건대입구역

## 같이 보기
- 대한민국의 행정 구역